# Lindisfarne Castle

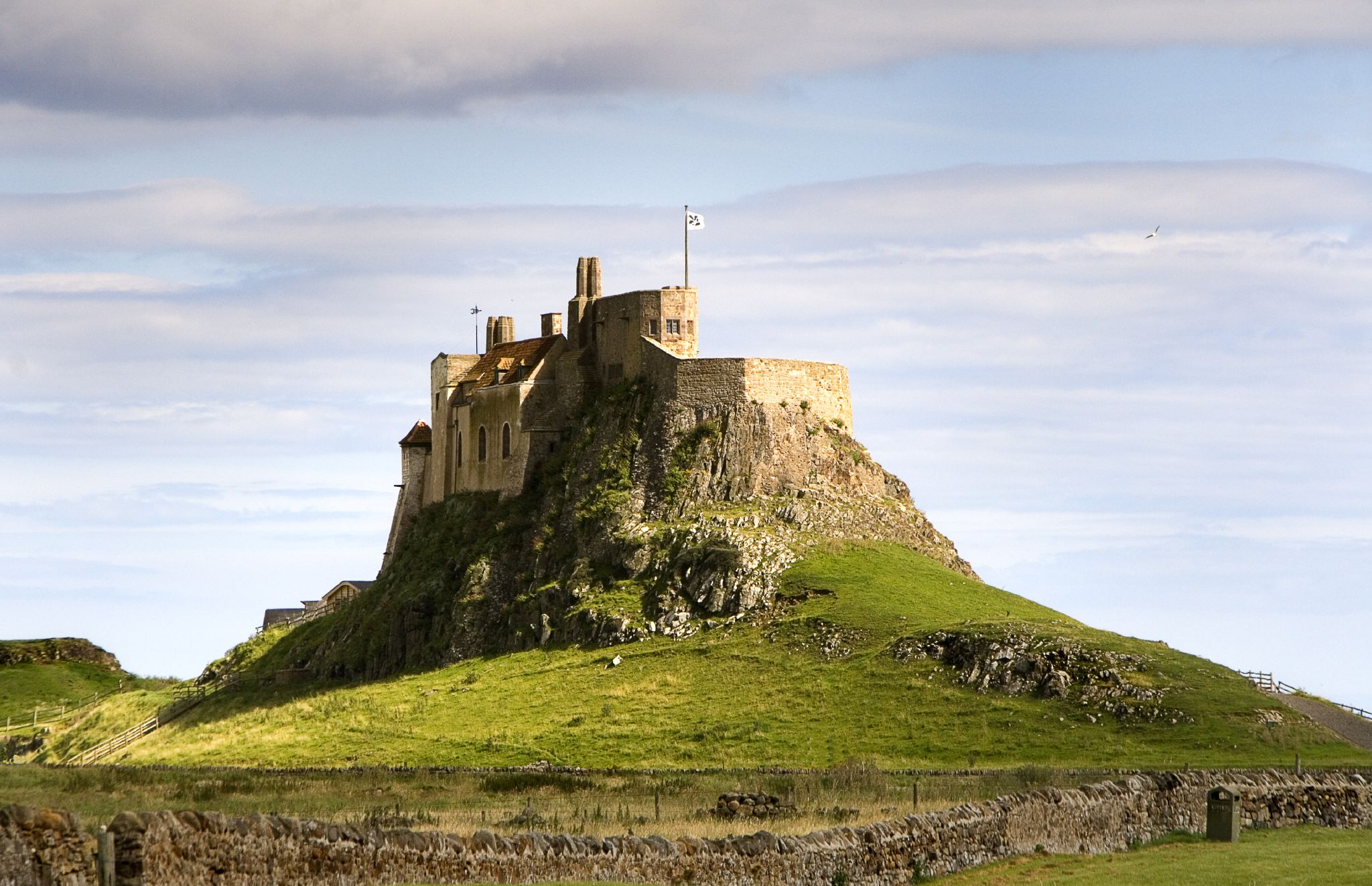
Lindisfarne Castle

Lindisfarne Castle är ett slott från 1500-talet på ön Lindisfarne i England.
Slottet är beläget i det som en gång var det oroliga gränsområdet mellan Skottland och England, och är byggt högst upp på stenkullen Beblowe, som är öns högsta punkt. Som byggnadsmaterial användes stenar från det gamla klostret.
På tidigt 1900-tal gjordes den gamla fästningen om till familjebostad av arkitekten sir Edwin Lutyens.
Flera filmer har spelats in här, bland annat Roman Polańskis Djävulsk gisslan.